# Manuel Pérez Saldanya
Manuel Pérez Saldanya (València, 1962) és un filòleg valencià, membre de la Secció Filològica de l'Institut d'Estudis Catalans i membre corresponent de la Reial Acadèmia Espanyola des de novembre de 2006.
Pérez Saldanya es llicencià el 1985 en Filologia Hispànica (secció: valencià) a la Universitat de València, on imparteix classes com a catedràtic del Departament de Filologia Catalana. També forma part de l'Institut Interuniversitari de Filologia Valenciana
Va ser membre de l'Acadèmia Valenciana de la Llengua entre el 2003 i el 2016, institució de la qual va ser vicepresident i també va exercir les funcions de president després de la dimissió de l'anterior presidenta Ascenció Figueres el 2011. El novembre del mateix any es presentà a les eleccions per a ser president, en què finalment fou elegit Ramon Ferrer. El 2016 va cessar com a membre de l'acadèmia a conseqüència del procés de renovació d'acadèmics.

## Obra
Manuel Pérez Saldanya ha conreat el camp de la recerca en dos vessants, la gramàtica històrica catalana i la teoria lingüística sincrònica, en les quals ha publicat diversitat d'articles i contribucions ressenyables, com Del llatí al català. Morfosintaxi verbal històrica (Universitat de València, 1998), Els sistemes modals d'indicatiu i de subjuntiu (PAM/IIFV, 1988) o Diccionari de lingüística (Colomar, 1998, en col·laboració amb Rosanna Mestre i Ofèlia Sanmartín). També ha codirigit la Gramàtica del català contemporani (3 vols., Empúries, 2002), en col·laboració amb Joan Solà, Joan Mascaró i Maria Rosa Lloret. Ha estat ponent redactor de la Gramàtica Normativa Valenciana Arxivat 2021-05-06 a Wayback Machine. de l'Acadèmia Valenciana de la Llengua (València: AVL, 2006) i de la Gramàtica de la Llengua Catalana de l'Institut d'Estudis Catalans (Barcelona: IEC, 2016), juntament amb Joan Solà i Gemma Rigau.
A més, el professor Pérez Saldanya ha editat tres poemaris:
- Bastit de pluja (1983)
- La ruta de l'heura (1983)
- Teoria dels crepuscles (2003)

## Premis
- Premi Pompeu Fabra de l'Institut d'Estudis Catalans, l'any 1999, per l'estudi Els sistemes modals d'indicatiu i de subjuntiu.
- Premi Sanchis Guarner/Unitat de la Llengua Catalana de l'Associació Jaume I, l'any 2000 (pel llibre Del llatí al català) i l'any 2002 (pel llibre dirigit en coordinació Gramàtica del català contemporani).